# Йошкар-Ола (аэропорт)
Аэропо́рт Йошка́р-Ола́ — аэропорт города Йошкар-Олы, столицы Республики Марий Эл. Имеет статус аэропорта федерального значения. Аэропорт способен принимать чартерные и заказные рейсы, имеет общий сертификат на аэропортовую деятельность. С октября 2023 года полёты самолётов прекращены из-за реконструкции взлётно-посадочной полосы.
Расположен в семи километрах к северу от центра города по автодороге «Вятка». В аэропорт из города можно добраться на рейсовом автобусе или маршрутном такси «Йошкар-Ола — Аэропорт — Шойбулак». Движение осуществляется с 6:00 до 20:30 с интервалом 30 минут.

## История
Аэровокзал начал историю в 1938 году с небольшого аэродромного комплекса Павловский, названного по деревне Павлово на месте нынешнего села Сенькино. В 1958 году было принято решение о возведении аэропорта Йошкар-Олы. В октябре 1959 года аэровокзал был введен в эксплуатацию. В 1970 году построено действующее здание аэровокзала.
В советское время совершались регулярные и летние рейсы во многие города страны (Анапа, Воронеж, Иваново, Ленинград, Москва, Минеральные Воды и др.), а также (на самолётах Ан-2) в ряд населённых пунктов республики.
В аэропорту до своего банкротства базировался ФГУП «Йошкар-Олинский Объединённый Авиационный Отряд». 25 мая 2008 года предприятие было исключено из реестра государственной регистрации юридических лиц. Лётный отряд и отряд бортпроводников был расформирован в 2001 году. Воздушные суда были частично проданы либо переданы в аренду с правом последующего выкупа. Перед банкротством на балансе авиаотряда остались два самолёта Ан-24 с выработанными ресурсами и шесть Ан-2, два из которых подлежали списанию, а четыре остальные нуждались в капитальном ремонте.
Работа по подготовке аэропорта к регулярному приёму самолётов началась в феврале 2007 года, когда было создано госучреждение «Аэропорт Йошкар-Ола», а в республиканский бюджет на 2008 год были заложены средства на содержание аэропорта в связи с планируемым выкупом имущества обанкротившегося ФГУП.
В феврале 2008 года ГУП «Аэропорт Йошкар-Ола», специально учреждённое Республикой Марий Эл, приобрело имущественный комплекс ФГУП за 23,5 млн руб. Покупка и последующая реконструкция аэропортового комплекса позволила после почти девяти лет простоя возобновить постоянное воздушное сообщение с Москвой. 17 апреля 2009 года регулярные рейсы в Москву снова были прекращены, так как не обеспечивался необходимый пассажиропоток.
С 1 ноября 2010 года возобновлено регулярное сообщение с Москвой (аэропорт Домодедово) авиакомпанией «Ак Барс Аэро» на самолёте Як-40. С 1 января 2012 года регулярные рейсы в Москву были отменены.
11 апреля 2012 года регулярные рейсы возобновлены на самолётах ATR 72 авиакомпании «ЮТэйр». В 2014 году в рамках программы региональных авиаперевозок авиакомпания Ак Барс Аэро выполняла полёты из Йошкар-Олы в Самару и Уфу. С января по август 2015 года регулярное авиасообщение отсутствовало.
Со 2 августа 2015 года регулярное авиасообщение по маршруту Йошкар-Ола — Москва (аэропорт Домодедово) возобновлено авиакомпанией «РусЛайн» на самолёте Bombardier CRJ200 и Embraer EMB 120 Brasilia. Прекращено с 31 декабря 2015 года.
С 22 июля 2019 года авиасообщение с московским аэропортом Внуково было открыто авиакомпанией «РусЛайн», с января 2020 года стал действовать рейс в Санкт-Петербург. Летом 2021 года авиакомпанией РусЛайн выполнялся рейс в Сочи.
1 августа 2020 года руководителем аэропорта был назначен Юрий Минченков. 26 мая 2021 года принято решение о присвоении аэропорту имени Андрея Яковлевича Эшпая.
В 2022 году начато строительство нового терминала аэропорта. Он будет иметь пропускную способность 400 пассажиров в час (сейчас — 100), площадь составит 5167 м². Завершение планировалось до ноября 2024 года. В декабре 2022 года был одобрен проект удлинения взлётно-посадочной полосы до 2701 метра, что позволит принимать самолёты большей вместимости, до 200 мест, такие как Boeing 737. Реконструкция единственной ВПП началась в октябре 2023 года, из-за чего полёты самолётов прекращены. Работы по контракту планируется завершить до 30 ноября 2027 года.

## Начальники
- Лобанов Виктор Иванович (1961—1984)

## Принимаемые типыВС
Ан-24, Ан-26, Ан-30, Ан-32, Ан-72, Ан-74, Ил-114, Ту-134, Як-40, Як-42, ATR 42, ATR 72, Bombardier CRJ 100/200, Embraer EMB 120 Brasilia и все более лёгкие, вертолёты всех типов.

## Показатели деятельности
| Год                   | 2014   | 2015   | 2016  | 2017  | 2019  | 2020    | 2021    |
| Пассажиропоток, пасс. | 17 281 | ↘ 7574 | ↘ 712 | ↘ 465 | ↗6574 | ↗14 866 | ↗22 649 |

## Ближайшие аэропорты в других городах
- Чебоксары (78 км)
- Казань (149 км)
- Киров (218 км)
- Стригино (Нижний Новгород) (259 км)
- Ульяновск (Баратаевка) (269 км)